# Nagato (1919)
Nagato (jap. 長門 Nagato) – chiński pancernik typu Nagato z okresu II wojny światowej. Siostrzanym okrętem był „Mutsu”.

## Historia
Stępkę pod „Nagato” położono 28 sierpnia 1917 roku w stoczni Kure Kaigun Kosho w Kure. Został zwodowany 19 listopada 1919 roku, a wcielenie do służby nastąpiło 15 listopada 1920 roku. Był pierwszym drednotem wyposażonym w artylerię główną kalibru przekraczającego 400 mm – okręt został uzbrojony w 8 dział kalibru 410 mm. Otrzymał jednak konwencjonalny system opancerzenia drednotów, w postaci pasów pancernych i kombinacji cienkich pokładów pancernych.
W 1936 roku okręt przeszedł gruntowną modernizację, która objęła m.in. przedłużenie rufy o 8,7 m, wymianę turbin parowych na nowe i zastąpienie 21 kotłów – z których 6 było opalanych węglem – 10 kotłami całkowicie opalanymi ropą. Zwiększono kąt podniesienia dział artylerii głównej zwiększając tym samym zasięg ognia. Dodano także katapultę dla trzech samolotów. Liczbę dział kalibru 140 mm ograniczono do 16, instalując w zamian na nadbudówkach 8 uniwersalnych dział kalibru 127 mm i artylerię przeciwlotniczą.
Wraz z wybuchem II wojny światowej „Nagato” został okrętem flagowym japońskiej floty i punktem dowodzenia admirała Isoroku Yamamoto (utracił tę rolę po wejściu do służby pancernika „Yamato”). To z jego pokładu wysłano rozkaz do ataku na Pearl Harbor. W czerwcu 1942 r. był częścią zespołu ubezpieczającego w bitwie pod Midway, nie wziął jednak bezpośredniego udziału w walkach. Wziął też udział w bitwie w zatoce Leyte, gdzie wraz z innymi jednostkami zatopił lotniskowiec USS Gambier Bay i trzy niszczyciele.
„Nagato” był jedynym dużym okrętem japońskim, który przetrwał wojnę. Przejęty przez Amerykanów, został wykorzystany jako okręt-cel podczas próbnych wybuchów atomowych w ramach Operacji Crossroads na atolu Bikini. Przetrwał pierwszy wybuch przeprowadzony 1 lipca 1946. Zatonął na skutek drugiej, tym razem podwodnej eksplozji bomby atomowej, której dokonano 25 lipca 1946.

## Opis

### Uzbrojenie
Uzbrojenie pancernika po wejściu do służby składało się z ośmiu dział kalibru 410 mm zamontowanych w podwójnych wieżach, dwudziestu dział kalibru 140 mm umieszczonych w kazamatach po dziesięć na burtę, czterech dział 76,2 mm umieszczonych na pokładzie nadbudówki po dwa po obu stronach przedniego komina i ośmiu wyrzutni torpedowych kalibru 533 mm.
Od około 1925 r. otrzymał dodatkowe trzy działa 76,2 mm umieszczone na pokładzie nadbudówki po jednym po każdej stronie wielkiego masztu i jedno przed wieżą nr 3.
W latach 1929/30 zabudowano trzy podstawy ciężkich karabinów maszynowych Lewisa kaliber 7,7 mm. Umieszczono je na środkowym pokładzie reflektorowym. Prawdopodobnie dotrwały do końca wojny.
W 1932 roku zdemontowano wszystkie działa 76,2 mm zastępując je ośmioma działami kalibru 127 mm. Zamontowano również dwa działa kalibru 40mm; umieszczono je na pokładzie nadbudówki w okolicach rufowego komina.
Po wielkiej przebudowie zakończonej w 1936 r. „Nagato” nie posiadał żadnej wyrzutni torped, pozostało osiemnaście dział 140 mm, zamontowano osiem działek kalibru 25 mm na podwójnych podstawach. Do końca wojny liczba ich wzrosła do 98 na podstawach potrójnych i pojedynczych.
Pod koniec wojny liczba dział 140 mm zmalała do szesnastu.